# Großsteingrab Bistrup
Das Großsteingrab Bistrup war eine megalithische Grabanlage der jungsteinzeitlichen Nordgruppe der Trichterbecherkultur im Kirchspiel Birkerød in der dänischen Kommune Rudersdal. Es wurde im 19. oder frühen 20. Jahrhundert zerstört.

## Lage
Das Grab lag im Osten von Bistrup zwischen den heutigen Häusern Birkebakken 74 und 76. In der näheren Umgebung gibt bzw. gab es zahlreiche weitere megalithische Grabanlagen.

## Forschungsgeschichte
Im Jahr 1884 führten Mitarbeiter des Dänischen Nationalmuseums eine Dokumentation der Fundstelle durch. Bei einer weiteren Dokumentation im Jahr 1942 waren keine baulichen Überreste mehr auszumachen.

## Beschreibung

### Architektur
Die Anlage besaß eine nord-südlich orientierte längliche Hügelschüttung mit einer Länge von etwa 24 m. Die steinerne Umfassung war bereits vor 1884 entfernt worden. Der Hügel enthielt ursprünglich drei Grabkammern, von denen zwei schon vor 1884 zerstört worden waren und über die nichts näheres bekannt ist. Die damals noch vorhandene Kammer ist als Urdolmen anzusprechen. Sie war nordnordost-südsüdwestlich orientiert und hatte einen rechteckigen Grundriss. Sie hatte eine Länge von 2 m, eine Breite von 0,7 m und eine Höhe von 1 m. Die Kammer bestand aus je einem Wandstein an allen vier Seiten. Von dem gesprengten Deckstein war nur noch ein Stück erhalten, das auf der Südwestecke der Kammer auflag.

### Funde
Nach der 1884 getätigten Aussage des damaligen Grundstücksbesitzers wurde die Grabkammer vor etwa 50 Jahren (also in den 1830er Jahren) ausgeräumt. Dabei wurde ein Tonknopf mit einer Scheibe gefunden, die wahrscheinlich zu einem Gefäß gehörten.